# Lavinia Wilson

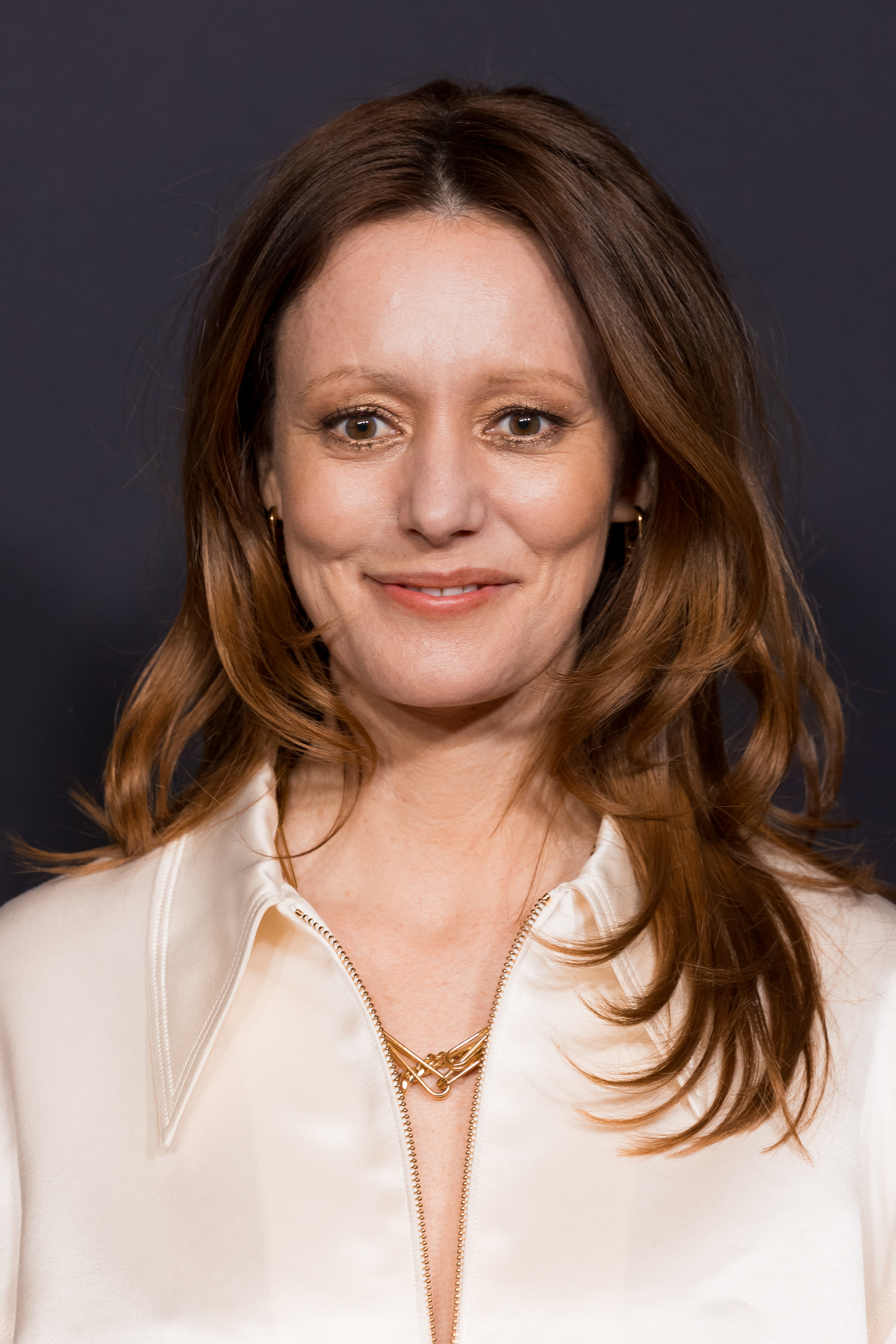
Lavinia Wilson (2024)

Lavinia Wilson (* 8. März 1980 in München) ist eine deutsche Schauspielerin.

## Leben
Lavinia Wilson wurde als Tochter einer deutschen Politikwissenschaftlerin und eines US-amerikanischen Anthropologen in München geboren. Sie studierte neben der Schauspielerei an der Fernuniversität in Hagen Philosophie im Hauptfach sowie Geschichte und Soziologie im Nebenfach. Sie absolvierte Kurse in Sprecherziehung an der Otto-Falckenberg-Schule und nahm in New York an einem halbjährigen Schauspiel-Workshop im Michael Howard Studio teil. 2013 schloss sie ihr Magisterstudium mit einer Arbeit über Martin Heidegger und Jacques Derrida ab.
Wilson lebt in Berlin. Von 2001 bis 2020 war sie mit dem Schauspieler Barnaby Metschurat liiert. Im Februar 2014 brachte sie ihren ersten gemeinsamen Sohn zur Welt. Im Juni 2016 kam der zweite gemeinsame Sohn zur Welt. Mittlerweile ist sie Mutter dreier Söhne.

## Werdegang
Bereits im Alter von elf Jahren gab sie 1991 ihr Kinodebüt in Leise Schatten von Sherry Hormann. Im Fernsehen trat sie erstmals zwei Jahre später in Vivian Naefes Todesreigen auf. An der Seite von Benno Fürmann spielte sie 1996 in dem Liebesdrama Das erste Mal, danach in den Filmen Eine ungehorsame Frau (1997) und Zimmer mit Frühstück (1999).
2000 war die Schauspielerin gleich mit zwei Filmen im Kino zu sehen. In dem Drama Julietta von Regisseur Christoph Stark übernahm sie die Hauptrolle, in Marco Petrys Komödie Schule spielte sie neben Daniel Brühl und Jasmin Schwiers.
2004 übernahm sie die Hauptrolle in Allein von Regisseur Thomas Durchschlag. Für ihre Darstellung einer psychisch Kranken wurde sie mit dem Max-Ophüls-Preis als beste Nachwuchsdarstellerin ausgezeichnet. Weitere Kinofilme sind Clemens Pichlers Hüttenzauber und Æon Flux von Karyn Kusama sowie Freigesprochen, eine Kinoadaption des Ödön-von-Horváth-Stückes Der jüngste Tag unter der Regie von Peter Payer, für die sie 2008 den Undine Publikumspreis als beste Hauptdarstellerin erhielt.
Erstmals auf der Bühne stand Wilson 2006 als Christine in Horváths Zur schönen Aussicht, inszeniert von Martin Kušej am Hamburger Schauspielhaus.
2007 folgten der Fernsehfilm Monogamie für Anfänger unter der Regie von Marc Malze sowie die Kinofilmproduktionen Lulu & Jimi (Regie: Oskar Roehler) und Tandoori Love (Regie: Oliver Paulus). 2008 stellte sie ein weiteres Mal ihre Wandelbarkeit unter Beweis und spielte in so unterschiedlichen Projekten wie dem ZDF-Film Ein Dorf sieht Mord an der Seite von August Zirner, Corinna Harfouch und Thomas Thieme (Regie: Walter Weber) sowie dem Pro7-Eventmovie Tod aus der Tiefe (Regie: Hans Horn) und dem in Schwarz-weiß gedrehten Kinodebüt Entzauberungen des HFF-Absolventen Andreas Pieper.
2009 stand sie in einer weiteren Hauptrolle als ambitionierte Sekretärin zusammen mit Senta Berger für den ARD-Wirtschaftsthriller Frau Böhm sagt Nein vor der Kamera. Regie führte Connie Walther, mit der sie 1996 bereits Das erste Mal gedreht hatte. Für die Rolle der Ira Engel in diesem Film bekam sie 2009 einen Darstellerpreis auf dem Fernsehfilm-Festival Baden-Baden sowie 2010 einen Grimme-Preis. 2010 stand sie unter der Regie von Petra K. Wagner für den HR-Film Lisas Fluch vor der Kamera. Dort spielt sie die Titelrolle, eine Physiotherapeutin, die ihre telepathischen Fähigkeiten entdeckt. 2011 hatte sie eine Hauptrolle in Oskar Roehlers Kinofilm Quellen des Lebens, einer Verfilmung seines Romans Herkunft. 2012 wurde sie für die Hauptrolle in der Verfilmung des Romans Schoßgebete von Charlotte Roche ausgewählt.
Zusammen mit Barnaby Metschurat führt sie eine Filmproduktionsfirma.

## Filmografie

### Kino
- 1991: Leise Schatten (Regie: Sherry Hormann)
- 1993: Todesreigen (Regie: Vivian Naefe)
- 1993: Chopin – Bilder einer Trennung (Regie: Klaus Kirschner)
- 1996: Das erste Mal (Regie: Connie Walther)
- 1998: Eine ungehorsame Frau (Regie: Vivian Naefe)
- 1998: Waxwing (Kurzfilm, Regie: Beryl Schennen)
- 1999: Poppen (Kurzfilm, Regie: Marco Petry)
- 2000: Schule (Regie: Marco Petry)
- 2000: Zimmer mit Frühstück (Regie: Michael Verhoeven)
- 2001: Julietta – Es ist nicht wie du denkst (Regie: Christoph Stark)
- 2001: Vier Meerjungfrauen (Regie: Ulrich Zrenner)
- 2002: Der Wannsee-Mörder (Regie: Jörg Lühdorff)
- 2003: Schussangst (Regie: Dito Tsintsadze)
- 2004: Allein (Regie: Thomas Durchschlag)
- 2005: Æon Flux (Regie: Karyn Kusama)
- 2005: Damals warst Du still (Regie: Rainer Matsutani)
- 2005: Floh (Regie: Christine Wiederkehr)
- 2006: Die Familienanwältin (Regie: Christoph Schnee)
- 2006: Hüttenzauber (Regie: Clemens Pichler)
- 2006: Mutig in die neuen Zeiten – Nur keine Wellen (Regie: Harald Sicheritz)
- 2006: Vier Meerjungfrauen 2 (Regie: Ulrich Zrenner)
- 2007: Eine stürmische Bescherung (Regie: Ulrich Zrenner)
- 2007: Freigesprochen (Regie: Peter Payer)
- 2007: Leben auf Hochglanz (Regie: Cornelia Poppe und Franziska Runge)
- 2008: Marie Brand und die tödliche Gier (Regie: René Heisig)
- 2008: Monogamie für Anfänger (Regie: Marc Malze)
- 2008: Tandoori Love (Regie: Oliver Paulus)
- 2009: Ein Dorf sieht Mord (Regie: Walter Weber)
- 2009: Frau Böhm sagt Nein (Regie: Connie Walther)
- 2009: Lenz (Regie: Andreas Morell)
- 2009: Lulu & Jimi (Regie: Oskar Roehler)
- 2009: Tod aus der Tiefe (Regie: Hans Horn)
- 2010: 2030 – Aufstand der Jungen (Regie: Jörg Lühdorff)
- 2010: Entzauberungen  (Regie: Andreas Pieper)
- 2010: Tod einer Schülerin (Regie: Mark Schlichter)
- 2011: Der letzte schöne Tag (Regie: Johannes Fabrick)
- 2011: Lisas Fluch (Regie: Petra K. Wagner)
- 2012: Der Kriminalist – Schumanns Fehler (Regie: Christian Görlitz)
- 2012: Sechzehneichen (Regie: Hendrik Handloegten)
- 2012: Weil ich schöner bin (Regie: Frieder Schlaich)
- 2013: Blutgeld (Regie: René Heisig)
- 2013: Quellen des Lebens (Regie: Oskar Roehler)
- 2014: Schoßgebete (Regie: Sönke Wortmann)
- 2014: Zu mir oder zu dir? (Regie: Ingo Rasper)
- 2015: Die Tote aus der Schlucht (Regie: Christian Theede)
- 2015: Outside the Box (Regie: Philip Koch)
- 2015: Simon sagt auf Wiedersehen zu seiner Vorhaut (Regie: Viviane Andereggen)
- 2016: Männertag (Regie: Holger Haase)
- 2016: Hey Bunny (Regie: Barnaby Metschurat)
- 2017: Anne und der König von Dresden (Regie: Karola Meeder)
- 2017: Laim und die Zeichen des Todes (Regie: Michael Schneider)
- 2018: Holy Moms (Kurzfilm, Regie: Johanna Thalmann)
- 2019: Frau Holles Garten (Regie: Seyhan Derin)
- 2020: Enkel für Anfänger (Regie: Wolfgang Groos)
- 2020: Was wir wollten (Regie: Ulrike Kofler)
- 2021: The Billion Dollar Code (Regie: Robert Thalheim)
- 2022: Alle für Ella
- 2023: Der Pfau
- 2023: WOW! Nachricht aus dem All

### Fernsehen
- 2000: 20.13 – Mord im Blitzlicht (Fernsehfilm) (Regie: John Bradshaw)
- 2001: Ein starkes Team – Verraten und verkauft (Regie: Johannes Grieser)
- 2004: Tatort: Stirb und werde (Regie: Claudia Garde)
- 2006: Tatort: Das zweite Gesicht (Regie: Tim Trageser)
- 2007: Der letzte Zeuge (Fernsehserie, 7. Staffel, fünf Folgen) (Regie: Bernhard Stephan)
- 2009: Tatort: Falsches Leben (Regie: Hajo Gies)
- 2011: Wilsberg – Frischfleisch (Regie: Hans-Günther Bücking)
- 2012: Letzte Spur Berlin – Erlebnisfall (Regie: Filippos Tsitos)
- 2012: Flemming – Staatsbesuch (Regie: Florian Kern)
- 2012: Rosa Roth – Trauma (Regie: Carlo Rola)
- 2012: Stolberg – Tödliches Netz (Regie: Andi Niessner)
- 2013: Die Chefin – Jugendsünden (Regie: Florian Kern)
- 2013: Tatort: Borowski und der Engel (Regie: Andreas Kleinert)
- 2017: Mordkommission Königswinkel (Regie: Thomas Nennstiel)
- 2018: Tatort: Mitgehangen (Regie: Sebastian Ko)
- 2018: Deutschland 86 (Fernsehserie, zehn Folgen) (Regie: Florian Cossen und Arne Feldhusen)
- 2019: Kommissarin Heller – Herzversagen (Regie: Christiane Balthasar)
- 2019–2020: Andere Eltern (Fernsehserie, 15 Folgen)
- 2020: Drinnen – Im Internet sind alle gleich (Regie: Lutz Heineking junior)
- 2020: Deutschland 89 (Fernsehserie, 8 Folgen)
- 2021: Legal Affairs (Fernsehserie, acht Folgen) (Regie: Stefan Bühling und Randa Chahoud)
- 2024: Zeit Verbrechen (Miniserie, Folge Deine Brüder)
- 2025: Cassandra (Fernsehserie)

## Theatrografie
- 2006: Romeo und Julia von William Shakespeare als Julia am Theater Hebbel am Ufer, Berlin (Regie: Neco Çelik)
- 2006–2007: Zur schönen Aussicht von Ödön von Horváth als Christine, Koproduktion Schauspielhaus Hamburg und Stadttheater Klagenfurt (Regie: Martin Kušej)

## Hörspiele
- 2014: Ferdinand von Schirach: Der Fall Collini – Regie: Uwe Schareck (Hörspiel – WDR)
- 2024: Edgar Linscheid und Stuart Kummer: GRЁUL 2 - Die Legende lebt (Hörspiel – WDR)[7]

## Hörbücher
- Jens Liljestrand: Der Anfang von morgen (gemeinsam mit Nina Reithmeier & Hannes Jaenicke), Argon Verlag, 2022, ISBN 978-3-8398-1996-8 bzw. ISBN 978-3-7324-0527-5 (Hörbuch-Download, ungekürzt)

## Auszeichnungen
- 2002: „Rising Movie Talent Award“ (Nachwuchspreis beim Filmfest München)
- 2004: „Best Actress in Narrative Feature“ (Nominierung) des Tribeca-Filmfestivals (New York City) für Schussangst
- 2005: Max-Ophüls-Preis als beste Nachwuchsdarstellerin für Allein
- 2008: Kurier-Publikumspreis und Nominierung für den Undine Award als beste Schauspielerin für Freigesprochen bei den Filmtagen Baden (Österreich)
- 2009: Sonderpreis beim Fernsehfilm-Festival Baden-Baden für herausragende darstellerische Leistung in Frau Böhm sagt Nein
- 2010: Adolf-Grimme-Preis für Frau Böhm sagt Nein
- 2015: Grazia Award als Best Inspiration Actress
- 2021: Grimme-Preis als Darstellerin bei Drinnen – Im Internet sind alle gleich
- 2022: DAfFNE-Auszeichnung der Deutschen Akademie für Fernsehen in der Kategorie Schauspielerin Hauptrolle für die Darstellung der Medienanwältin Lea Roth in der Miniserie Legal Affairs